# Cinigiano
Cinigiano là một đô thị ở tỉnh Grosseto thuộc vùng Tuscany, nằm ở vị trí cách khoảng 100 km về phía nam của Florence và khoảng 25 km về phía đông bắc của Grosseto. Tại thời điểm ngày 31 tháng 12 năm 2004, đô thị này có dân số 2.624 người và diện tích là 161,4 km².
Cinigiano giáp các đô thị sau: Arcidosso, Campagnatico, Castel del Piano, Civitella Paganico, Montalcino.